# Oecomys concolor
Oecomys concolor é uma espécie de roedor da família Cricetidae. Pode ser encontrada na Bolívia, Brasil, Peru, Equador, Colômbia, Venezuela e Guiana.